# 울지마 톤즈
《울지마 톤즈》(Don't cry for me Sudan)는 이태석 신부와 관련된 구수환 감독, 윤정화 작가의 다큐멘터리 영화이다 KBS에서 KBS스페셜 〈수단의 슈바이처 故 이태석 신부 - 울지마, 톤즈〉편을 토대로 제작하였으며, [마운틴픽처스]에서 제공과 배급을 맡았다. 2010년 9월 9일에 개봉하였다. [내레이션]은 이금희 (방송인)가 담당하였다. 2010년 16회 「올해의 좋은 영상물」 다큐멘터리 부문에 선정되었다. 2010년 12월 23일 故 이태석 신부는 KBS 감동대상을 수상하였다. 2011년 2월 4일 KBS 1TV에서 설특선영화로 방영되었다.

## 출연
- 이금희
- 이태석